# Darrtown
Darrtown – jednostka osadnicza w Stanach Zjednoczonych, w stanie Ohio, w hrabstwie Butler.